# Badminton op de Olympische Zomerspelen 2024
Badminton was een van de sporten die beoefend worden op de Olympische Zomerspelen 2024 in Parijs. Het deelnemersveld bestaat uit 172 atleten (86 per geslacht), verdeeld over vijf evenementen. De wedstrijden werden gehouden van 27 juli tot en met 5 augustus 2024 in de Arena Porte de la Chapelle.

## Programma
| G | Groepsfase | 16 | Laatste 16 | ¼ | Kwartfinales | ½ | Halve finales | F | Finale |

| Datum →            | 27 | 27 | 27 | 28 | 28 | 28 | 29 | 29 | 29 | 30 | 30 | 30 | 31 | 31 | 31 | 1  | 1  | 1  | 2 | 2 | 3 | 3 | 4 | 4 | 5 | 5 |
| Onderdeel ↓        | O  | M  | A  | O  | M  | A  | O  | M  | A  | O  | M  | A  | O  | M  | A  | O  | M  | A  | O | A | O | A | O | A | O | E |
| ------------------ | -- | -- | -- | -- | -- | -- | -- | -- | -- | -- | -- | -- | -- | -- | -- | -- | -- | -- | - | - | - | - | - | - | - | - |
| Mannen enkelspel   | G  | G  | G  | G  | G  | G  | G  | G  | G  | G  | G  | G  | G  | G  | G  | 16 | 16 |    |   | ¼ |   |   | ½ |   |   | F |
| Mannen dubbelspel  | G  | G  | G  | G  | G  | G  | G  | G  | G  | G  | G  | G  |    |    |    |    | ¼  |    | ½ |   |   |   |   | F |   |   |
| Vrouwen enkelspel  | G  | G  | G  | G  | G  | G  | G  | G  | G  | G  | G  | G  | G  | G  | G  |    |    | 16 |   |   | ¼ |   | ½ |   | F |   |
| Vrouwen dubbelspel | G  | G  | G  | G  | G  | G  | G  | G  | G  | G  | G  | G  |    |    |    | ¼  |    |    | ½ |   |   | F |   |   |   |   |
| Gemengd dubbelspel | G  | G  |    | G  | G  | G  | G  | G  | G  |    |    |    |    |    | ¼  |    |    | ½  |   | F |   |   |   |   |   |   |

## Medailles

### Medaillewinnaars
| Onderdeel          | Goud | Goud                      | Zilver | Zilver                   | Brons | Brons                         |
| ------------------ | ---- | ------------------------- | ------ | ------------------------ | ----- | ----------------------------- |
| Enkelspel (m)      | DEN  | Viktor Axelsen            | THA    | Kunlavut Vitidsarn       | MAS   | Lee Zii Jia                   |
| Dubbelspel (m)     | TPE  | Lee Yang Wang Chi-lin     | CHN    | Liang Weikeng Wang Chang | MAS   | Aaron Chia Soh Wooi Yik       |
|                    |      |                           |        |                          |       |                               |
| Gemengd dubbelspel | CHN  | Huang Yaqiong Zheng Siwei | KOR    | Jeong Na-eun Kim Won-ho  | JPN   | Arisa Higashino Yuta Watanabe |
|                    |      |                           |        |                          |       |                               |
| Enkelspel (v)      | KOR  | An Se-young               | CHN    | He Bingjiao              | INA   | Gregoria Mariska Tunjung      |
| Dubbelspel (v)     | CHN  | Chen Qingchen Jia Yifan   | CHN    | Liu Shengshu Tan Ning    | JPN   | Nami Matsuyama Chiharu Shida  |

### Medaillespiegel
| Plaats | Land           | NOC    | Goud | Zilver | Brons | Totaal |
| ------ | -------------- | ------ | ---- | ------ | ----- | ------ |
| 1      | China          | CHN    | 2    | 3      | 0     | 5      |
| 2      | Zuid-Korea     | KOR    | 1    | 1      | 0     | 2      |
| 3      | Chinees Taipei | TPE    | 1    | 0      | 0     | 1      |
| 3      | Denemarken     | DEN    | 1    | 0      | 0     | 1      |
| 5      | Thailand       | THA    | 0    | 1      | 0     | 1      |
| 6      | Japan          | JPN    | 0    | 0      | 2     | 2      |
| 6      | Maleisië       | MAS    | 0    | 0      | 2     | 2      |
| 8      | Indonesië      | INA    | 0    | 0      | 1     | 1      |
| Totaal | Totaal         | Totaal | 5    | 5      | 5     | 15     |

München 1972 (demonstratie) · Seoel 1988 (demonstratie) · Barcelona 1992 · Atlanta 1996 · Sydney 2000 · Athene 2004 · Peking 2008 · Londen 2012 · Rio de Janeiro 2016 · Tokio 2020 · Parijs 2024 · Los Angeles 2028 
Medaillewinnaars 
Atletiek · Badminton · Basketbal · Boksen · Boogschieten · Breaking · Gewichtheffen · Golf · Gymnastiek · Handbal · Hockey · Judo · Kanovaren · Klimsport · Moderne vijfkamp · Paardensport · Roeien · Rugby · Schermen · Schietsport · Schoonspringen · Skateboarden  · Surfen · Synchroonzwemmen · Taekwondo · Tafeltennis · Tennis · Triatlon · Voetbal · Volleybal · Waterpolo · Wielersport · Worstelen · Zeilen · Zwemmen